# جوش سانتانا
جوش سانتانا هو مغني فلبيني، ولد في 18 يونيو 1983.